# 도야마현 미술관
도야마현 미술관 아트 & 디자인(일본어: 富山県美術館 アート & デザイン)은 일본 도야마현 도야마시에 있는 미술관이다.